# Emaar Properties
Emaar Properties (arabe : إعمار) est, avec Nakheel Properties, l'une des deux grandes sociétés immobilières de Dubaï. Fondée en 1997, elle développe de nombreux projets, dont Burj Khalifa, le gratte-ciel le plus haut du monde, ainsi que le Dubai Mall, le plus grand centre commercial au monde.

## Histoire
Emaar Properties a été créé en 1997 par Mohammed Alabbar.
En 2004, en tant qu'actionnaire minoritaire dans Giorgio Armani et partenaire de l'entreprise de haute couture dans l'hôtellerie de luxe avec la chaîne Armani Hotels, Emaar Properties est sur la liste des repreneurs potentiels de la marque italienne,.
En 2005, Emaar Properties se lance sur le marché indien via une coentreprise avec le groupe immobilier MGF Development. En octobre de la même année, Emaar Properties signe un contrat de 4 milliards de dollars pour la construction des Collines de Damas, un projet de logements, d'espaces commerciaux et d'un parc technologique s'étendant sur une surface de 460 hectares en Syrie,.
Le 9 mai 2006, Emaar Properties annonce la création de la coentreprise avec le saoudien Al-Oula Development pour la construction du projet Les collines de Djeddah, une zone résidentielle de luxe comprenant 20 000 unités sur une surface de 2 286 hectares, représentant un investissement de 11,2 milliards de dollars. Emaar Properties s'est déjà associé dans ce pays à l'entreprise Bin Laden Construction pour la construction de la Cité économique du roi Abdallah, une nouvelle cité portuaire à Djeddah qui constitue un investissement de 26 milliards de dollars. En juin de la même année, le groupe immobilier annonce investir un total de 18 milliards de dollars dans la construction de complexes résidentiels, de centres commerciaux et de loisirs, d'hôtels de luxe et d'un terrain de golf à Karachi. Toujours en juin 2006, Emaar Properties annonce le rachat de la société de construction de logements américaine John Laing Homes pour 1,05 milliard de dollars. En juillet 2006, le groupe annonce l'ouverture de bureaux à Shanghai en Chine en vue de projets de construction immobilière dans les grandes villes du pays.
Le 4 novembre 2008, Emaar Properties ouvre le Dubai Mall, le plus grand centre commercial au monde avec 1,1 million de m² de surface. Le centre commercial a nécessité un investissement de 14,5 milliards d'euros et est le lieu touristique le plus visité au monde avec 75 millions de visiteurs chaque année.
Le 4 janvier 2010, Emaar Properties inaugure Burj Khalifa. Œuvre de l'architecte américain Adrian Smith, ce gratte-ciel de 828 mètres de haut devient à son ouverture le plus haut du monde. Cet investissement d'un milliard d'euros a mobilisé 12 000 ouvriers pour sa construction. Armani y ouvre un hôtel 5 étoiles de 160 chambres et 144 appartements privés, l'Armani Hotel Dubaï.
En septembre 2013, le groupe immobilier signe un partenariat marketing de deux ans avec Lotus F1 Team pour bénéficier de la visibilité de l'écurie sur ses courses automobiles,.
En janvier 2015, Emaar lance une nouvelle chaîne d'"hôtels intelligents", Rove Hotels.
En 2015, la société lance Emaar Foundation.
En 2017, Emaar properties a réalisé un chiffre d'affaires évalué à 1.8 milliard de dollars.

## Propriétés immobilières
- Dubai Mall
- Burj Khalifa
- Dubaï Marina
- Les collines de Djeddah
- Cité économique du roi Abdallah

## Direction
- Mohammed Alabbar, président-fondateur
- Amit Jain, CEO[24]

Le gouvernement de Dubaï est actionnaire majoritaire du groupe.